# Szczęśliwa rodzina
Artykuł ten został zgłoszony do umieszczenia na stronie głównej w rubryce „Czy wiesz”.
Pomóż nam go sprawdzić: oceń zgłoszoną nominację.
Szczęśliwa rodzina (duń. Den lykkelige Familie, ang. The Happy Family) – baśń literacka autorstwa Hansa Christiana Andersena, wydana po raz pierwszy w tłumaczeniu na angielski w 1847 roku.

## Publikacja
Baśń literacka pt. Szczęśliwa rodzina, napisana przez Hansa Christiana Andersena, została po raz pierwszy opublikowana po angielsku, przetłumaczona przez Charlesa Beckwitha Lohmeyera, w antologii Życzenia świąteczne dla moich angielskich przyjaciół (ang. A Christmas Greeting to my English Friends) w grudniu 1847 roku. Zbiór wydany został w Londynie, nakładem wydawnictwa Richarda Bentley’a. Po duńsku utwór ukazał się po raz pierwszy 4 marca 1848 w antologii Nowe Baśnie. Tom drugi. Zbiór drugi (duń. Nye Eventyr. Andet Bind. Anden Samling). Baśń wznowiono jeszcze dwukrotnie za życia pisarza: w grudniu 1849 oraz w marcu 1863 roku.
Autorami ilustracji do baśni byli: Vilhelm Pedersen i Arthur Gaskin.
W baśni jest mowa o ślimakach hodowanych w Danii w czasach Andersena dla celów kulinarnych. Były to zapewne ślimaki winniczki (Helix pomatia). Dla nich sadzono w ogrodach łopian.

## Polskie przekłady
Utwór, podobnie jak inne baśnie Andersena, był tłumaczony na język polski już na początku XX wieku:
- 1904 – Szczęśliwa rodzina: Czesław Bardowski (tłum.): Bajki. Kołomyja. Brak numerów stron w książce
- 1905 – Szczęśliwa rodzina: tłumaczenie anonimowe w: Bajki, Lwów.
- 1905 – Szczęśliwa rodzina: Wanda Młodnicka (tłum.): Wybór bajek Andersena. Lwów. Brak numerów stron w książce
- 1931 – Szczęśliwa rodzina: Stefania Beylin (tłum.): Baśnie. T. 1–6. Warszawa. Brak numerów stron w książce
- 1938 – Szczęście ślimaków: Adam Przemski (tłum.): Bajki. Kraków. Brak numerów stron w książce
- 2006 – Szczęśliwa rodzina: Bogusława Sochańska (tłum.): Baśnie i opowieści. Tom I 1830–1850. Poznań. s. 435–437. ISBN 978-83-7278-194-9.

## Fabuła

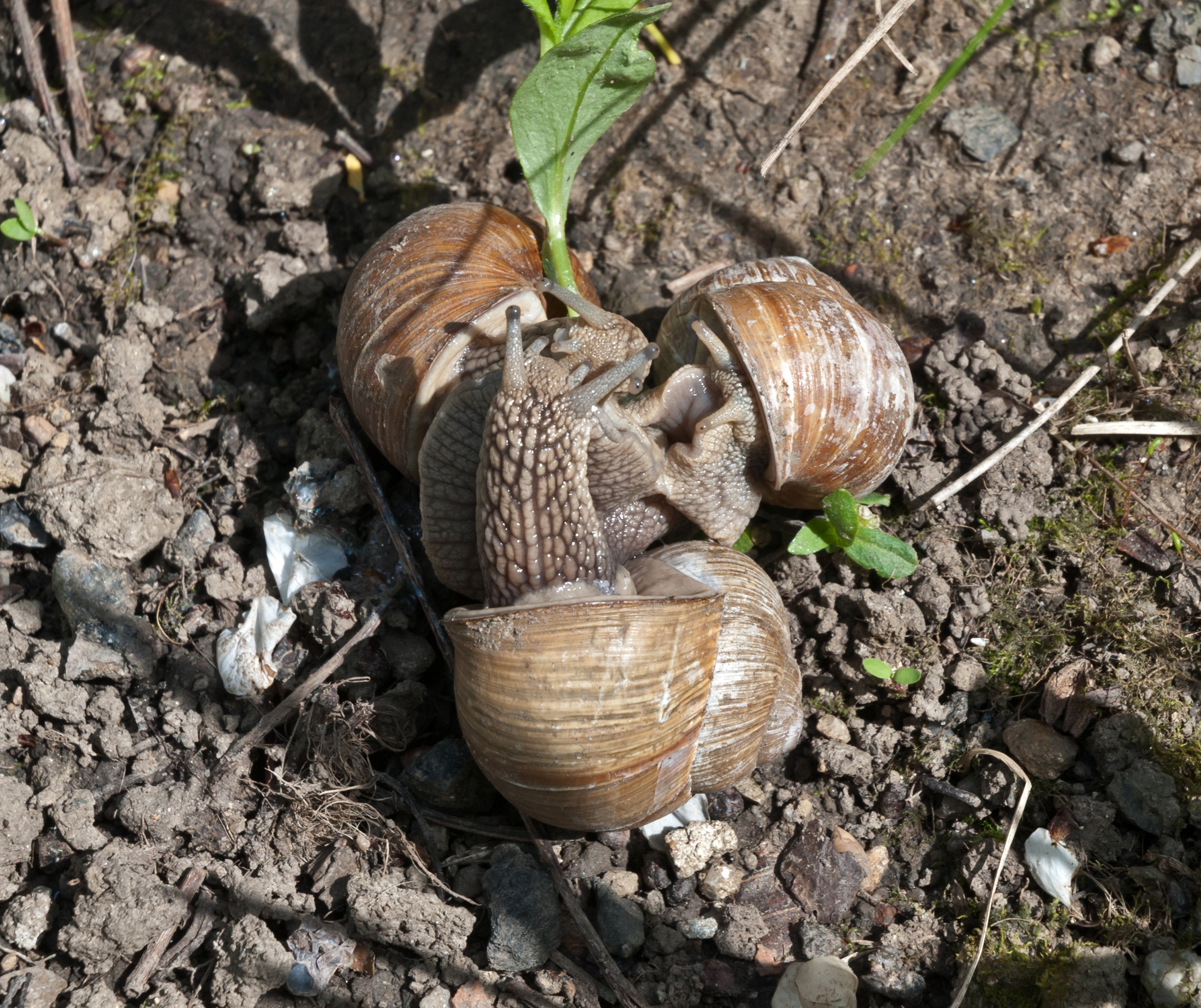
Ślimaki winniczki

Streszczenia dokonano na podstawie wersji duńskiej.
Największym zielonym liściem w Danii okazuje się być liść łopianu, który może służyć jako fartuszek lub parasol. Łopiany nigdy nie rosną samotnie. Gdzie pojawia się jeden, tam zaraz wyrastają kolejne. Całe to zielone bogactwo stanowi pożywienie dla ślimaków. Dawniej winniczki były przysmakiem i robiono z nich potrawy, które bardzo Duńczykom smakowały.
W pewnym starym dworze o ślimakach słuch zaginął, ale łopiany rosną wszędzie wokoło, tworząc prawdziwy las. W tym gąszczu mieszkają dwa ostatnie, bardzo stare ślimaki. Pamiętają czasy, gdy było ich znacznie więcej, a cały łopianowy las istniał tylko dla nich. Wiedzą, że istnieje jeszcze świat poza ogrodem, gdzie ślimaki są gotowane i podawane na srebrnych półmiskach. Nie potrafią sobie wyobrazić, jak to jest być ugotowanym, ale uważają to za coś wspaniałego i dostojnego. Inne stworzenia nie potrafią im nic powiedzieć o gotowaniu, bo same tego nie doświadczyły. Stare ślimaki czują się bardzo wyjątkowe i wychowują zwykłego małego ślimaka, wierząc, że też kiedyś stanie się kimś wielkim.
Pada ulewny deszcz. Ojciec ślimak mówi, że głośno dudni po liściach szczawiu. Ślimaczyca zauważa, że krople spływają po łodygach i cieszy się, że jako ślimaki mają swój domek. Twierdzi, że są najważniejszymi istotami, bo mają dom od urodzenia, a cała szczawiowa łąka powstała dla nich. Zastanawia się, jak daleko rozciąga się ta łąka i co jest poza nią. Ojciec ślimak uważa, że poza łąką nic nie ma i że nigdzie nie może być lepiej niż u nich. Ślimacza matka marzy, by trafić na dwór, zostać ugotowaną i podaną na srebrnej tacy jak ich przodkowie.
Rodzice zastanawiają się, skąd wezmą żonę dla ślimaczego malca. Ojciec wspomina o czarnych ślimakach bez domków, ale nie uważa ich za odpowiednich i chce poprosić o pomoc mrówki. Mrówki polecają królową mrówek z pałacem, lecz ślimaki odmawiają i wolą zdać się na białe komary, które znają całą okolicę.
Podróż kandydatki na żonę trwa aż osiem dni, co jest dla ślimaków dowodem, że należy do dobrego gatunku. Odbywa się ślub, przy którym świeci sześć świetlików. Ślimaki nie znoszą hałasu. Ślimacza matka wygłasza piękną mowę, bo ojciec ślimak zbytnio się wzrusza. Młoda para dostaje w spadku cały las łopianowy i słyszy, że to największy skarb na świecie. Rodzice mówią im, że jeśli będą żyli uczciwie i się rozmnażali, to kiedyś ich potomstwo trafi na pański dwór i zostanie ugotowane oraz podane na srebrnej tacy. Po tej mowie stare ślimaki chowają się w swoich muszlach i już nigdy nie wychodzą, zasypiają na zawsze. Młoda para rządzi lasem i doczekuje się licznego potomstwa. Cała ich rodzina jest szczęśliwa, chociaż nie trafia na pański stół.

## Galeria

Ilustracje baśni o Kropli wody
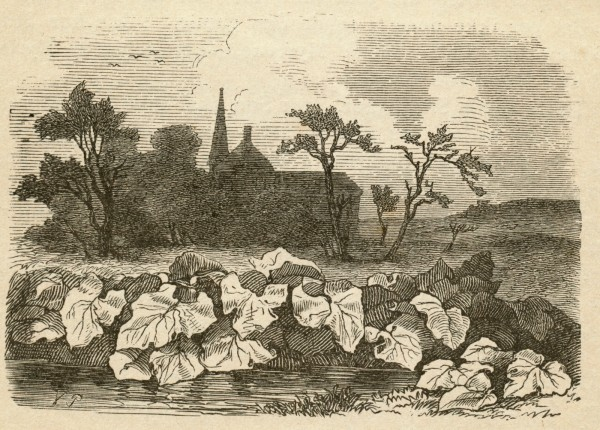
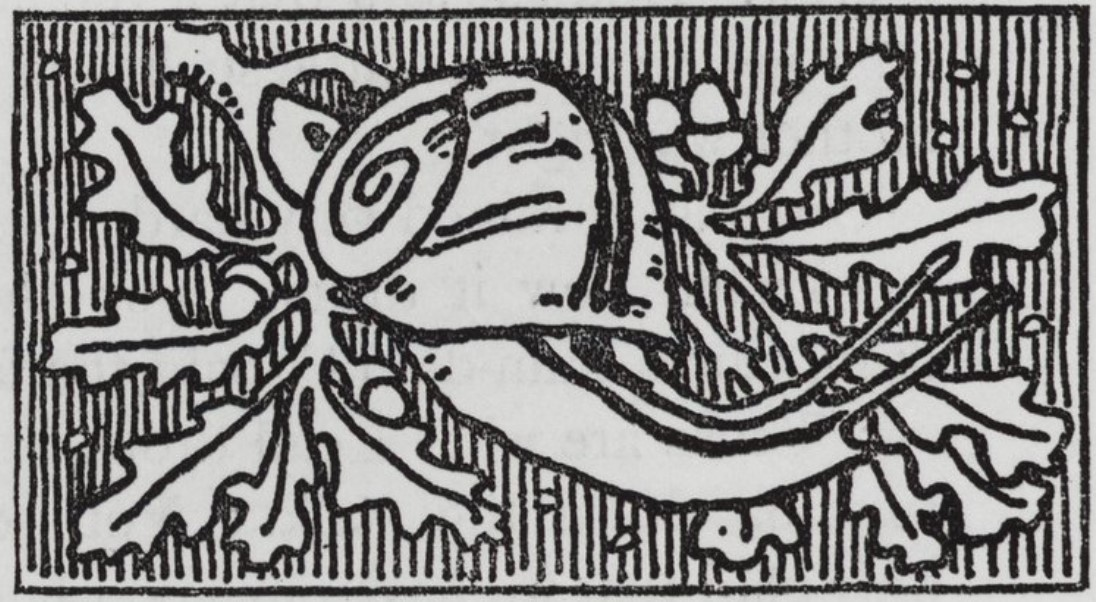